# Mesnil-sur-l'Estrée
Mesnil-sur-l'Estrée is een gemeente in het Franse departement Eure (regio Normandië). De plaats maakt deel uit van het arrondissement Évreux. Mesnil-sur-l'Estrée telde op 1 januari 2022 942 inwoners.

## Geografie
De oppervlakte van Mesnil-sur-l'Estrée bedroeg op 1 januari 2022 5,76 vierkante kilometer; de bevolkingsdichtheid was toen 163,5 inwoners per km².

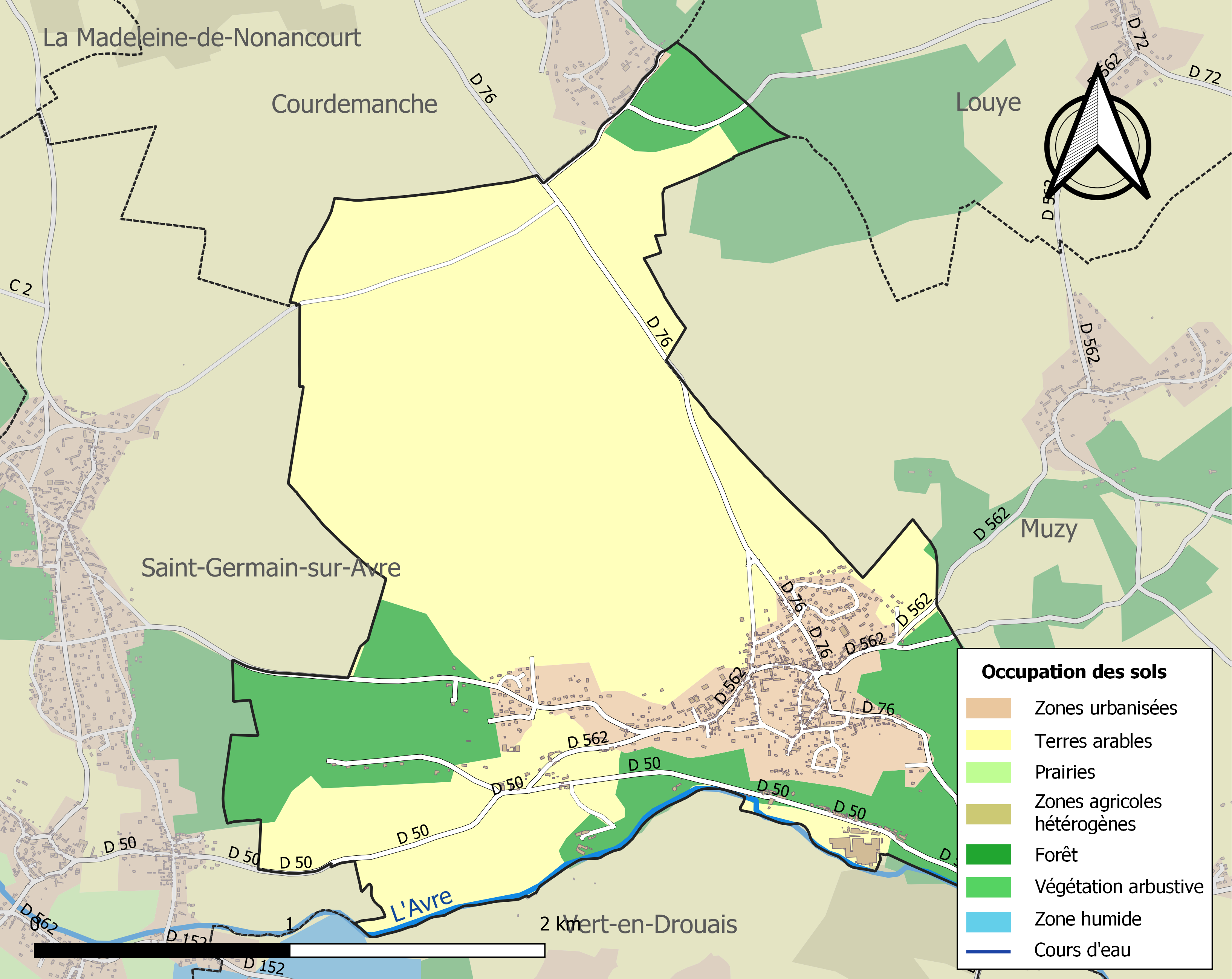
Kaart van de gemeente met belangrijkste infrastructuur, bodemgebruik en omliggende gemeenten

## Demografie
Onderstaande figuur toont het verloop van het inwonertal (bron: INSEE-tellingen).